# Système de la Font Gaillarde
La font Gaillarde est à la fois le nom d'une source et d'un système souterrain situés dans la commune de Thorame-Haute, Haute vallée du Verdon, département des Alpes-de-Haute-Provence.

## Toponymie
Au début du XXe siècle, la « grotte de Fontgaillarde » est mentionnée par l'entomologiste Paul-Marie de Peyerimhoff de Fontenelle. L'adjectif gaillard, du radical gaulois *gall- « fort, force », indique une source puissante.

## Spéléométrie
La dénivellation du système de la Font Gaillarde est de 79 m pour un développement d'environ 1 290 m. Le système souterrain comprend deux entrées : l'entrée inférieure ou première entrée (alt. 1 060 m) et l'entrée des Boudragues (alt. 1 103 m). Il existe également deux grottes, l'une s'ouvrant au-dessous du système : la grotte du Captage (alt. 1 053 m), et l'autre, au-dessus : la grotte de Font Gaillarde (alt. 1 111 m). Bien que cette dernière grotte atteste l'étagement des galeries de la Font Gaillarde, elle n'est pas reliée au réseau souterrain. Toutefois, un tronçon prolongeant cette galerie (+79) a été découvert dans le système de la Font Gaillarde en 2016. Le développement total (galeries topographiées et non topographiées) est estimé à 1 600 m.

## Géologie
Le système souterrain se développe dans les calcaires et marno-calcaires du Crétacé supérieur.

## La fontaine de Colmars
La fontaine de Colmars est un phénomène naturel mentionné dans les textes anciens ; quelques humanistes du XVIIe siècle se passionnent pour cette source aux caractéristiques étonnantes. Partageant son temps entre Digne et Paris, le philosophe Pierre Gassendi visite vers 1635 toute la Provence alpestre, et notamment la fontaine de Colmars sur laquelle il fait quelques observations. Les observations sont rapportées par l'abbé Papon : « Il y a près de Colmars une fontaine intermittente, remarquable par la fréquence de ses retours. Gassendi, qui l'avait examinée, assure qu'elle coule quatre fois dans une heure, et pendant sept minutes à chaque fois, après lesquelles il y a une cessation absolue tantôt de huit, tantôt de sept, et tantôt de six minutes. Le mécanisme de ces fontaines est connu. C'est le même que celui du siphon. »
À la fin du XVIIIe siècle, Claude-François Achard rend compte de l'intérêt des savants et précise que Darluc est le seul qui ait dit que le tremblement de terre de Lisbonne (1er novembre 1755) la fit tarir : « cela est pourtant si vrai qu’elle n’a reparu avec des variations qui annoncent que les Naturalistes n’avaient pas bien connu la cause de ses suspensions. M. Poilroux, Médecin de Castellane, paraît avoir saisi la cause de ce phénomène dans la Dissertation qu’il a écrite sur cette fontaine intercalaire ».
Cependant, la fontaine de Colmars n'a pas été retrouvée ; aucune observation directe du phénomène d'intermittence n'a été effectuée depuis l'époque des philosophes. Certes, Colmars est une localité située sur le cours du Haut Verdon, mais aucune source proche n'a les caractéristiques de la fontaine. Toutefois, il serait possible de confondre la fontaine de Colmars avec une source puissante, comme la font Gaillarde située un peu plus en aval de Colmars sur le Verdon. La font Gaillarde est un phénomène karstique remarquable qui s'assèche et grossit en fonction des saisons. Ainsi, le régime pluvio-nival de la source a pu susciter l'intérêt des savants du XVIIe siècle qui se déplaçait rarement sur les lieux pour observer d'eux-mêmes, mais envoyaient plus souvent des émissaires comme cela a été le cas à l'antre du mont Coyer à Peyresq (Thorame-Haute).

## Explorations spéléologiques
La grotte reçoit la visite de Pierre Martel en 1954. En 1980, le Spéléo Club de Draguignan reprend l’exploration et parvient jusqu'à la trémie terminale à la cote +60. En 1981, les autres entrées sont reliées au système souterrain de la Font Gaillarde. En 2016, Lionel Catsoyannis et Marie-Line Madelaine découvrent une suite dans les amonts et parviennent à la cote + 79 dans une grande galerie.